# Észagíla
Az Észagíla, Észagílá vagy Észangila (𒂍𒊕𒅍𒆷 vagy 𒂍𒊕𒅍𒇲 sumer: „a fej felemelésének háza”, é-saĝ-íla/á, É (e2) = templom, SAĜ = fej, ila2 (il2-la vagy il2-la2) = magas[ság]) az ókori mezopotámiai Babilonban Marduk főisten szentélykörzete volt.
vagy

## Az újévi ünnepségek
A babiloni újév kezdetén tartották az ún. akítu-ünnepet, aminek állami jelentősége is volt. Az új király ekkor lépett a trónra, ekkor kezdődött uralkodásának első éve. Ezt az aktust minden évben meg is kellett ismételnie, különben interregnum volt. Ezt még a Babilont elfoglaló asszír királyok is betartották, ha ők nem tudtak Babilonba menni, akkor mást ültettek a babiloni trónra maguk helyett.

## Részei
- egy nagyobb udvar (kb. 40×70 m²)
- egy kisebb udvar (kb. 24×40 m²
- Abzu – egy kis tó, ami Enkit, Marduk apját képviselte
- a Marduk-szentély
  - egy várószoba
  - a belső szentély Marduk és felesége, Szarpánítum szobrával
- Étemenanki – Marduk zikkuratja

## Építéstörténete
II. Nabú-kudurri-uszur jelentősen kibővítette a komplexumot. Hérodotosz szerint Xerxész i. e. 482-ben, amikor lerohanta Babilont, megszentségtelenítette az Észagilát. III. Alexandrosz elrendelte az újjáépítését. Babilont végül a Szeleukida Birodalom idején hagyták el lakói.

## Fordítás
- Ez a szócikk részben vagy egészben  az   Esagila című angol Wikipédia-szócikk fordításán alapul.  Az eredeti cikk szerkesztőit annak laptörténete sorolja fel. Ez a jelzés csupán a megfogalmazás eredetét és a szerzői jogokat jelzi, nem szolgál a cikkben szereplő információk forrásmegjelöléseként.